# سسیل هافمن
سسیل هافمن (انگلیسی: Cecil Hoffman؛ زادهٔ ۱۱ ژوئیهٔ ۱۹۶۲) بازیگر اهل ایالات متحده آمریکا است.
از فیلم‌ها یا برنامه‌های تلویزیونی که وی در آن نقش داشته‌است، می‌توان به بخش فوریت‌های پزشکی، حصار چوبی، مشیت، استارگیت، گانگستر و توم‌استون اشاره کرد.